# Elecciones provinciales de Río Negro de 1962
Las elecciones generales de la provincia de Río Negro de 1962 tuvieron lugar el domingo 18 de marzo del mencionado año con el objetivo de renovar la gobernación, así como los 22 escaños que componían la legislatura provincial, conformando los poderes ejecutivo y legislativo de la provincia para el período 1962-1966. Al mismo tiempo fueron elegidos intendentes y concejales en los 34 municipios que componían la provincia. Se realizaron al mismo tiempo que las elecciones legislativas de medio término a nivel nacional. Fueron las segundas elecciones generales rionegrinas desde la provincialización del territorio.
Si bien los comicios se dieron en el marco de la proscripción del peronismo o justicialismo de la vida política argentina, se llevaron a cabo también en el marco de la liberalización parcial durante el mandato de Arturo Frondizi, de la Unión Cívica Radical Intransigente (UCRI), que permitió que se presentaran candidatos legislativos y gubenrativos peronistas con otra denominación. En Río Negro, el justicialismo se organizó en torno al "Partido Blanco" (en referencia al voto en blanco empleado hasta entonces por los peronistas como método de expresión) y presentó la candidatura de Arturo Amadeo Llanos a la gobernación, apoyado también por el Partido Socialista Argentino (PSA) y el Partido Comunista de Argentina (PCA). El radicalismo intransigente, oficialista también a nivel provincial, presentó a Pablo Fermín Oreja como candidato, y la Unión Cívica Radical del Pueblo (UCRP), principal partido opositor a nivel nacional, postuló nuevamente a José Enrique Gadano, que ya había disputado las elecciones de 1958. El Partido Demócrata Cristiano (PDC) y el Partido Demócrata de Río Negro (PD) también presentaron candidaturas. Si bien apoyó al peronismo a nivel gubernativo, el socialismo (ahora dividido entre el Partido Socialista Argentino y el Partido Socialista Democrático) presentó a su vez algunas candidaturas municipales.
El resultado completo de los comicios no se conoce en su totalidad debido a su rápida anulación. Sin embargo, el escrutinio preliminar anticipaba una victoria holgada para Llanos con un 41,21% de los votos, imponiéndose en casi toda la provincia excepto en General Roca, de donde provenía Oreja, que obtuvo el 28,05% y se ubicó segundo. La UCRP, que había ganado las anteriores elecciones legislativas y esperaba obtener, al menos, el segundo puesto detrás del justicialismo, se vio relegada al tercer lugar con un 24,68%. La Democracia Cristiana obtuvo el 5,60% y el PD el 2,33% restante. A nivel legislativo, el justicialismo obtuvo la primera minoría con 10 bancas contra 6 de la UCRI, 5 de la UCRP y 1 del PDC. En el plano municipal, los candidatos peronistas se impusieron en veinticuatro municipios, contra ocho de la UCRI, uno de la UCRP y uno del PDC. La participación electoral se ubicó en un 74,70% del electorado registrado.
Las victorias peronistas en numerosas provincias condujeron a la rápida intervención federal por parte del gobierno de Frondizi en todos los distritos donde este hubiera ganado, incluyendo Río Negro, haciéndose efectiva la misma el 24 de marzo. Cinco días más tarde, se produjo un golpe de Estado que condujo al arresto del presidente y su reemplazo por José María Guido (presidente provisional del Senado y Senador Nacional precisamente por Río Negro), el cual declaró la nulidad de las elecciones.
Al igual que otros candidatos electos ese año, Llanos intentó asumir la gobernación el 1 de mayo, al término del mandato original de Castello, siendo rechazado por las autoridades interventoras. El 26 de abril de 2012, casi cincuenta años más tarde, la legislatura rionegrina aprobó una ley que otorgó a Llanos y a los veintidós legisladores electos la condición de exgobernador y exdiputados provinciales.

## Antecedentes
Las elecciones provinciales de 1958 resultaron en la victoria de Edgardo Castello, candidato de la Unión Cívica Radical Intransigente (UCRI), que a nivel nacional resultó ganadora con Arturo Frondizi como candidato presidencial, en el marco de la proscripción del peronismo de la vida política argentina. La victoria de Castello ante José Enrique Gadano, de la Unión Cívica Radical del Pueblo (UCRP), fue una de las más ajustadas de la UCRI en todo el país en gran medida gracias a los conflictos localistas que afectaban a la provincia, y que se saldaron con la división de los partidos políticos en torno a la cuestión de la instalación de la capital provincial en la ciudad de Viedma, al este de la provincia, o en General Roca, principal urbe del Alto Valle. Los conflictos locales se vieron agravados por las problemáticas nacionales, que vieron la ruptura del pacto Perón-Frondizi y el llamado de Perón a votar en blanco en las elecciones legislativas de medio término de 1960. A nivel provincial, la UCRI oficialista triunfó ajustadamente en la mayoría de los municipios, pero la UCRP se impuso en casi todas las ciudades de importancia (General Roca, Cipolletti, Bariloche y Villa Regina) y ganó la renovación legislativa por 199 votos. Esto, sumado al hecho de que el gobierno de Frondizi permitió la conformación de candidaturas peronistas bajo otras denominaciones en los comicios de 1962, condujo a escasas expectativas de que la UCRI pudiera ganar.

## Reglas electorales
La constitución promulgada el 10 de diciembre de 1957 establecía las siguientes autoridades provinciales y sus respectivos criterios de elección:
- Gobernador provincial elegido directamente por todos los ciudadanos de la provincia a simple mayoría de votos para un mandato de cuatro años sin posibilidad de reelección inmediata. La constitución de 1957 no preveía el cargo de vicegobernador provincial.
- 22 diputados provinciales elegidos por voto directo mediante el sistema de representación proporcional por listas, con la provincia como distrito único, siendo este sistema distinto al de las elecciones anteriores, en el que se empleó un sistema de lista incompleta con distritos plurinominales. El nuevo sistema se instauró con base en la ley electoral votada por la legislatura elegida en 1958 y aplicada tanto en estos comicios como en los posteriores hasta 1987.[2]

## Candidaturas
A diferencia de las anteriores elecciones, la Unión Cívica Radical Intransigente concurrió unida, disolviéndose la llamada «Lista Verde» que se había postulado en los anteriores comicios. Para estos comicios concurrió con la candidatura de Pablo Fermín Oreja. La Unión Cívica Radical del Pueblo, por su parte, postuló al intendente de General Roca José Enrique Gadano. El peronismo, organizado en Río Negro en torno al «Partido Blanco» (denominación que referenciaba a los votos en blanco emitidos por los peronistas contra la proscripción), postuló a Arturo Amadeo Llanos, sindicalista de General Roca. La candidatura de Llanos recibió el apoyo del Partido Socialista Argentino (PSA) y del Partido Comunista de Argentina (PCA), configurando un «Frente Justicialista» para apoyar su postulación. El Partido Demócrata Cristiano presentó a su principal dirigente provincial, Roberto de Rege. El Partido Demócrata de Río Negro (PD) presentó también candidaturas a para cargos provinciales y nacionales.

## Campaña
Llanos centró su campaña inicialmente en la salud pública, la educación y las obras viales. El peronismo se benefició de que su clandestinidad previa lo había mantenido esencialmente afuera del conflicto localista que había signado tanto la llegada al poder como la gestión de Castello. Esto, sumado a la creciente previsión de triunfo a nivel nacional, llevó a que el justicialismo pudiera construir un caudal de votos más homogéneo a nivel provincial, y no se viera limitado a una sola región. A medida que se acercaban las elecciones, y al hacerse evidente que el gobierno no reconocería las posibles victorias peronistas e intervendría los distritos donde ganara, el peronismo comenzó a mantener un enfoque más ideológico, acusando al radicalismo intransigente de ser una fuerza autoritaria que buscaba mantener la proscripción. Estas acusaciones cobraron cierta validez cuando, una semana antes de las elecciones, se produjo un robo de boletas peronistas en Viedma, las cuales fueron arrojadas al río. El PSA, que solo postulaba algunos candidatos municipales e integraba la coalición peronista, acusó a la UCRI de haber «entregado la soberanía» del país y de «atomizar al movimiento obrero».
La UCRP, por su parte, incrementó sus apoyos debido a su reciente victoria electoral en 1960 y al hecho de que era el único partido fuera del justicialismo que había demostrado un incremento de votos sostenido, incluso durante la proscripción. El eslogan electoral de Gadano fue «Póngale motor a la provincia», destacando en su propaganda las gestiones municipales exitosas del partido, como la que él mismo encabezaba en General Roca, así como las de Cipolletti o Luis Beltrán, y la obra pública realizada durante las mismas como una demostración de lo que se podía replicar en la provincia. El radicalismo del pueblo recibió el apoyo del Partido Socialista Democrático (PSD), de algunos sectores disidentes del peronismo, el socialismo argentino y la intransigencia, del Partido Demócrata Progresista (PDP) en la localidad de Allen e incluso de otras formaciones políticas menores. Al igual que en los anteriores comicios, la UCRP contó con el apoyo clave del Diario Río Negro, uno de los principales medios de comunicación de la provincia, que llegó a publicar la plataforma electoral completa del partido hasta cuatro veces seguidas en marzo de 1962.
De cara a los comicios, el justicialismo y el radicalismo del pueblo parecían gozar de una amplia ventaja ante un radicalismo intransigente desgastado después de cuatro años de gobierno y debilitado por la situación del gobierno de Frondizi a nivel nacional. Asimismo, la UCRI enfrentó críticas de parte de la UCRP por haber supuestamente empleado recursos del estado para financiar su campaña.

## Resultados

### Gobernador y Vicegobernador
| Candidato            | Partido         | Partido                            | Votos  | %     |
| -------------------- | --------------- | ---------------------------------- | ------ | ----- |
| Arturo Amadeo Llanos |                 | Partido Blanco de Río Negro        | 26.163 | 41,21 |
| Pablo Fermín Oreja   |                 | Unión Cívica Radical Intransigente | 16.625 | 26,18 |
| José Enrique Gadano  |                 | Unión Cívica Radical del Pueblo    | 15.673 | 24,68 |
| Roberto de Rege      |                 | Partido Demócrata Cristiano        | 3.555  | 5,60  |
| Aníbal Serra         |                 | Partido Demócrata de Río Negro     | 1.477  | 2,33  |
|                      |                 |                                    |        |       |
| Votos positivos      | Votos positivos | Votos positivos                    | 63.493 | 97,09 |
| Votos en blanco      | Votos en blanco | Votos en blanco                    | 1.771  | 2,71  |
| Votos anulados       | Votos anulados  | Votos anulados                     | 134    | 0,20  |
| Total de votos       | Total de votos  | Total de votos                     | 65.398 | 100   |
| Fuente:              |                 |                                    |        |       |

### Legislatura
| Partido         | Partido                            | Votos  | %     | Bancas | Electos |
| --------------- | ---------------------------------- | ------ | ----- | ------ | --- |
|                 | Partido Blanco de Río Negro        | 26.094 | 40,37 | 10/22  | Ver electos - Oscar Genesio - Pedro Schwarz - Mario Barrionuevo - Jacinto Ibáñez - José Yunes - Alfredo Pérez Linares - José Pisanú - Orlando González - Elías Domingo - Ítalo Staniscia |
|                 | Unión Cívica Radical Intransigente | 18.627 | 28,82 | 6/22   | Ver electos - Héctor Izco - Dante Agüero - Osvaldo Lapuente - Carlos Ruiz - Ismael Basse - Elías Chucair                                                                                 |
|                 | Unión Cívica Radical del Pueblo    | 14.789 | 22,88 | 5/22   | Ver electos - Alberto Rionegro - Esteban Campitelli - Dante Sartor - Ángel Robledo - Carlos Raggio                                                                                       |
|                 | Partido Demócrata Cristiano        | 3.568  | 5,52  | 1/22   | - Oscar Antonio Abbate |
|                 | Partido Demócrata de Río Negro     | 1.563  | 2,42  |        | |
|                 |                                    |        |       |        | |
| Votos positivos | Votos positivos                    | 64.641 | 96,94 |        | |
| Votos en blanco | Votos en blanco                    | 1.905  | 2,86  |        | |
| Votos anulados  | Votos anulados                     | 134    | 0,20  |        | |
| Total de votos  | Total de votos                     | 66.680 | 100   |        | |
| Fuente:         |                                    |        |       |        | |